# 쉐보레 볼트
쉐보레 볼트(Chevrolet Bolt)는 제네럴 모터스의 쉐보레에서 개발한 전기자동차이다. 2016년 말 미국 현지에서 첫 출시했으며, 대한민국에는 2017년 4월에 출시했다. 대한민국 출시명은 "볼트 EV"다.
대한민국 시장에는 판매 부진으로 2017년 2월에 생산 중지를 선언한 후 단종된 스파크 EV의 대체 모델로 출시했으며, 한국지엠이 수입해서 판매했다. 충전기 포트는 DC콤보(CCS 타입1)를 이용한다.
택시전용 모델은 나오지 않지만, 2018년에 쉐보레 올란도의 LPG 택시가 단종된 후 한국지엠의 차종 중에서는 택시로도 일부 이용 중이다.

## 1세대(G2KCZ)

### 쉐보레 볼트 EV/EUV(2017년4월~2023년12월 20일)

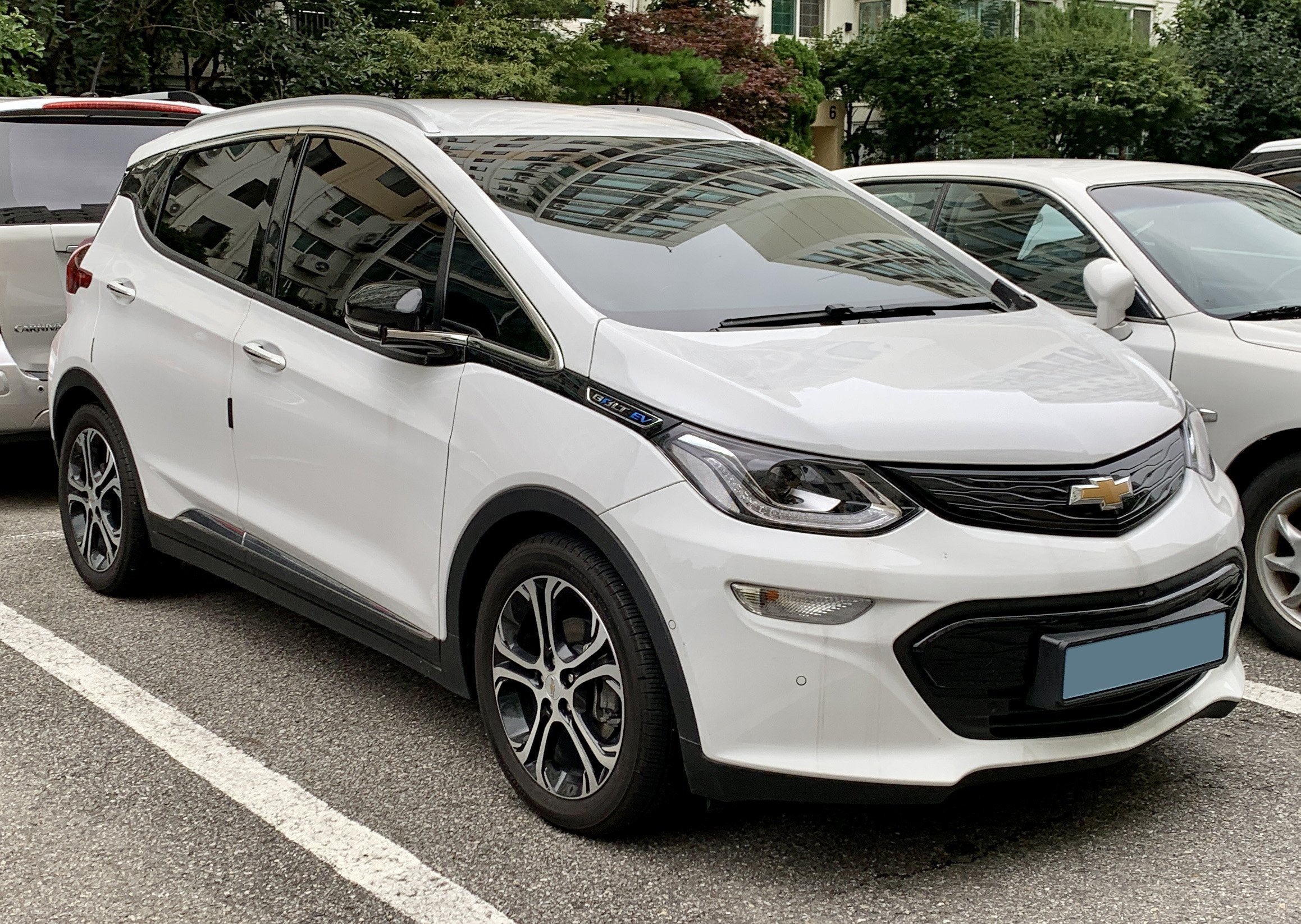
쉐보레 볼트 EV (전기형) 정측면

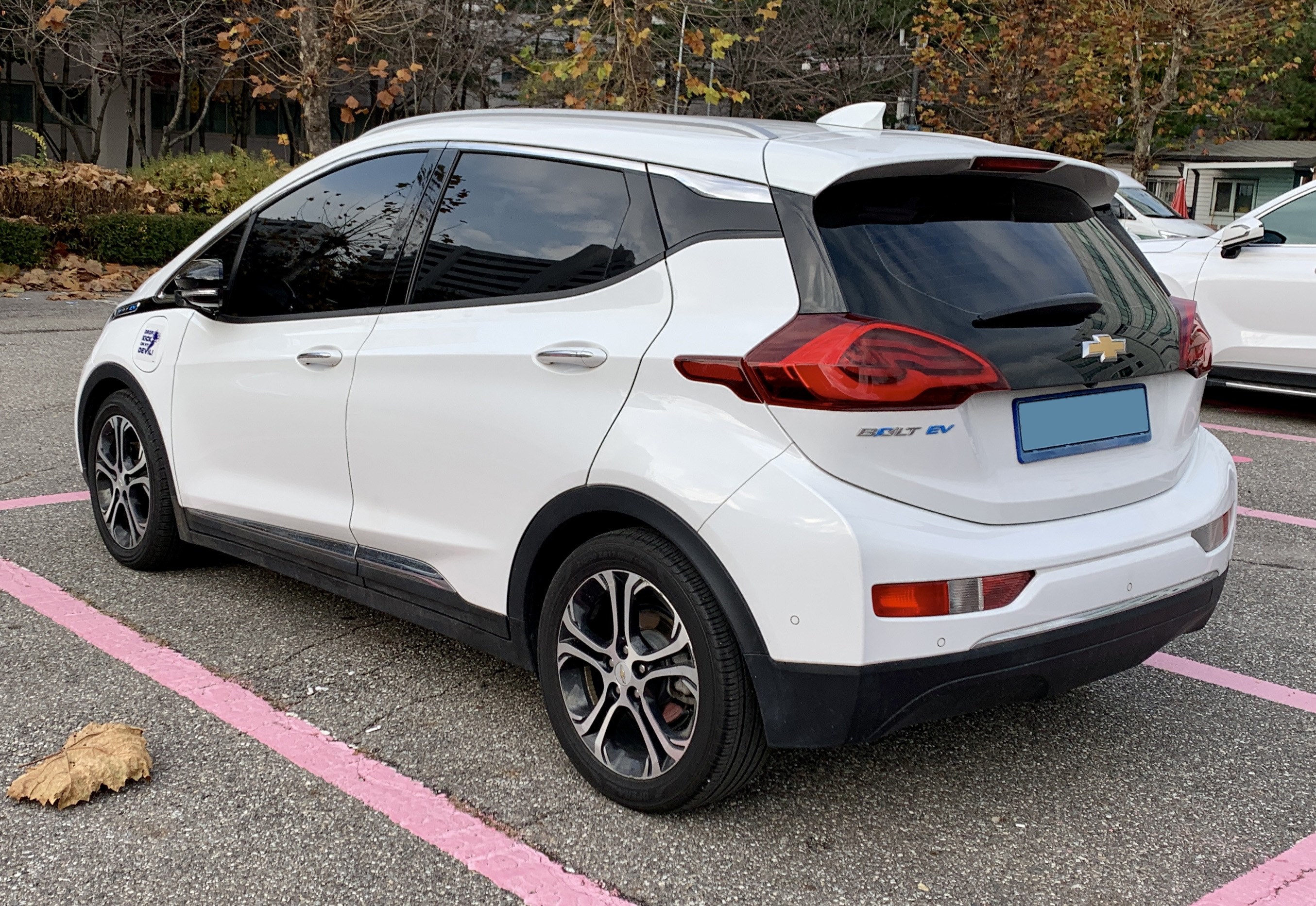
쉐보레 볼트 EV (전기형) 후측면

2015년 디트로이트 모터쇼에서 "볼트"라는 이름으로 콘셉트카가 공개되었다. 미국에선 CES에서 양산차가 공개되었고, 대한민국에선 2017년 4월에 출시되었다.
2016년 말부터 미시간주 디트로이트 오리온 어셈블리 공장에서 2017년형 볼트 모델의 생산이 시작됐다. 이를 위해 GM는 1억 6천만 달러(약 2천억 원)를 들여 공장을 업그레이드했다. 배터리는 LG에너지솔루션(당시에는 분사 전의 LG화학)의 대한민국 공장에서 들여왔다.
1회 충전 후 항속거리는 한국 인증 기준으로 383km(2017-2019년형) ~ 414km(2020-2023년형)이다.
2021년 2월에는 페이스리프트 모델인 "뉴 볼트 EV"라는 이름으로 공개되었다.
2021년 8월에는 "볼트 EUV"라는 파생 모델도 공개되었다. 볼트 EUV도 대한민국에 출시했으며, 한국지엠의 쉐보레 대한민국 홈페이지에서 온라인으로 계약을 받았다. 그러나 EV 배터리의 결함으로 인한 화재 문제를 해결하고자 인도 시기가 미뤄졌으며, 2022년 2월까지 결함을 수리하여 2022년 4월에야 비로소 출시가 되었다.
이후 2023년 4월 26일에는 제네럴 모터스의 실적 발표 중 메리 바라 회장이 직접 볼트 EV와 볼트 EUV가 2023년 12월 20일 생산 종료되는 계획을 발표했다.
이에 따라 2023년 12월에는 대한민국에서 볼트 EV, 볼트 EUV가 단종되었다.

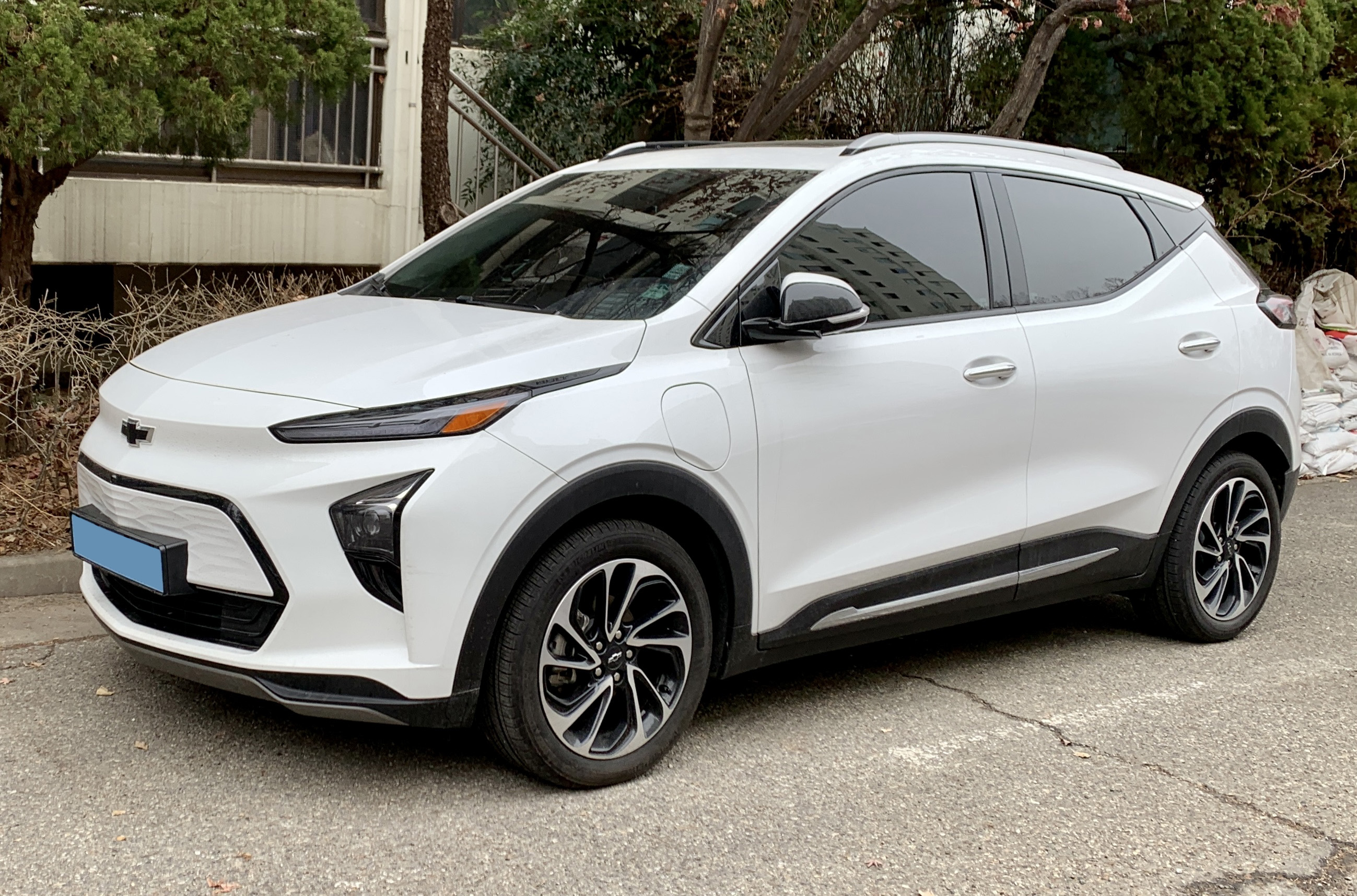
쉐보레 볼트 EUV 정측면
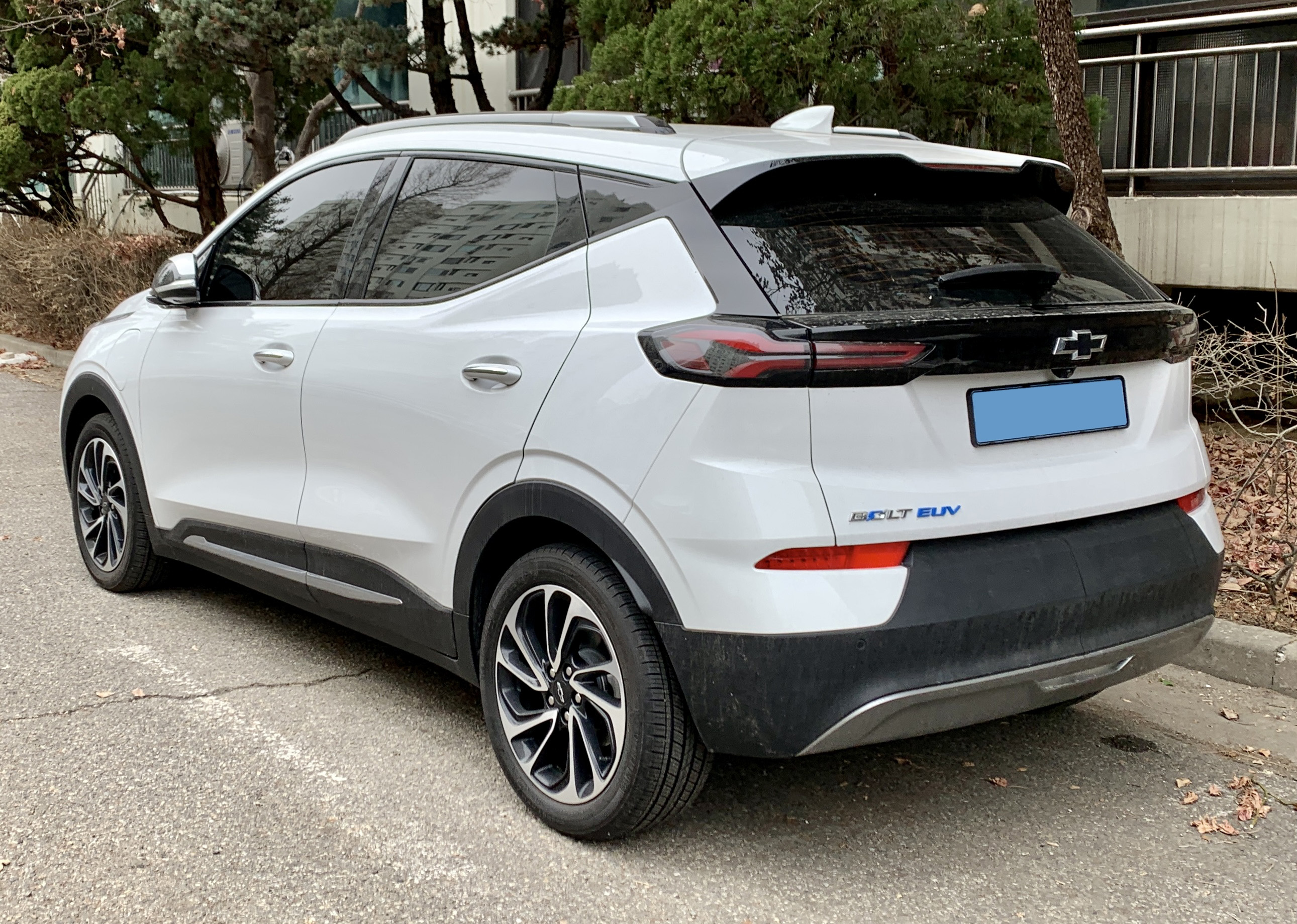
쉐보레 볼트 EUV 후측면

## 배터리
LG화학(이후 LG에너지솔루션으로 분사)의 배터리를 사용하며, 대한민국에서 수입했다. 2015년 10월에 GM은 볼트 EV용 배터리를 LG화학에서 kWh당 145달러에 구매했다고 밝혔다. 당시 LG화학은 다른 고객들에 kWh당 245달러에 배터리를 판매하던 때였다.

## 경쟁차와 비교
경쟁제품인 테슬라 모델 3가 2017년 말에 출시 예정이었을 때, 쉐보레 볼트보다 앞서서 사전 주문을 받았다. 테슬라는 당시 아직 공장을 어느 나라에 세울지도 정하지 않은 상태였다.
- 쉐보레 볼트, 2016년말 대량생산, 37,500달러, 1회 충전 383km
- 테슬라 모델 3, 2017년말 대량생산, 35,000달러, 1회 충전 326km

## 시장 및 판매
| 연간 | 미국   | 캐나다 | 대한민국 | 브라질 | 멕시코 | 유럽  |
| ---- | ------ | ------ | -------- | ------ | ------ | ----- |
| 2017 | 23,876 | 2,122  | 570      | 0      | 10     | 1,918 |
| 2018 | 18,019 | 2,628  | 4,722    | 0      | 20     | 2,731 |
| 2019 | 16,418 | 4,050  | 4,037    | 7      | 27     | 2,510 |
| 2020 | 20,754 | 4,025  | 1,579    | 108    | 38     | 2,775 |
| 2021 | 22,073 | 4,668  | 1,016    | 132    | 18     | 115   |
| 2022 | 11,029 | 6,372  | 2,606    | 10     | 42     | 1     |
| 2023 | 23,164 | 14,075 | 1,876    | 60     | 146    |       |
| 2024 | 8,414  | 1,152  | 13       | 14     | 18     | -     |

## 그 외
대한민국에서 볼트 EV가 40만 km가 넘는 마일리지(주행 적산 거리)를 기록하여 신문에 보도되었다.

## 같이 보기
- 테슬라 모델 3

## 내용주
1. ↑  2016년에 판매된 579대 포함.